# Feins
Feins település Franciaországban, Ille-et-Vilaine megyében. Lakosainak száma 1066 fő (2022. január 1.). Feins Andouillé-Neuville, Aubigné, Dingé, Marcillé-Raoul, Montreuil-sur-Ille és Sens-de-Bretagne községekkel határos.

## Népesség
A település népességének változása:
| Lakosok száma | 659  | 601  | 658  | 771  | 926  | 941  | 977  | 1014 | 1026 | 1066 |
|               | 1968 | 1982 | 1990 | 2006 | 2013 | 2015 | 2017 | 2019 | 2020 | 2022 |